# Sustantivo no numerable
En lingüística, un sustantivo no numerable, incontable, o masivo es aquel con la propiedad de que cualquier cantidad de lo que representa dicho sustantivo es tratada como una unidad indeferenciada en vez de algo compuesto de unidades discretas. Estos sustantivos contrastan con los sustantivos numerables o contables, que representan sustancias que se ven como compuestas de unidades discretas.
Ejemplos:
sangre, equipaje, dinero, música, polución, progreso, tráfico, transporte, basura, etcétera.
- Datos: Q489168